# Sindora irpicina
Sindora irpicina är en ärtväxtart som beskrevs av De Wit. Sindora irpicina ingår i släktet Sindora och familjen ärtväxter. Inga underarter finns listade i Catalogue of Life.